# Mulern Jean
Mulern Jean (Pompano Beach, 25 settembre 1992) è un'ostacolista haitiana.

## Biografia
Ha preso parte ai campionati del mondo di Londra 2017 e ai mondiali indoor di Birmingham 2018, concludendo in entrambi i casi con l'eliminazione nelle batterie di qualificazione rispettivamente nei 100 metri ostacoli e 60 metri ostacoli. Ottenne un risultato simile anche nella gara dei 100 metri ostacoli ai campionati centroamericani e caraibici di Barranquilla 2018.

## Progressione

### 100 metri ostacoli
| Stagione | Tempo | Luogo        | Data      | Rank. Mond. |
| -------- | ----- | ------------ | --------- | ----------- |
| 2021     | 13"86 | Clermont     | 4-4-2021  | 144ª        |
| 2020     | 14"05 | Des Moines   | 29-8-2020 | 403ª        |
| 2019     | 13"55 | Montverde    | 6-7-2019  | 346ª        |
| 2017     | 12"94 | Jacksonville | 3-6-2017  | 44ª         |
| 2016     | 13"01 | Tallahassee  | 14-5-2016 | 83ª         |
| 2014     | 13"30 | Jacksonville | 30-5-2014 | 149ª        |
| 2013     | 13"25 | Greensboro   | 25-5-2013 | 112ª        |
| 2012     | 13"45 | Myrtle Beach | 21-4-2012 | 217ª        |
| 2011     | 14"29 | Winter Park  | 7-5-2011  | 943ª        |
| 2010     | 14"25 | Hollywood    | 29-4-2010 | 854ª        |

### 60 metri ostacoli indoor
| Stagione | Tempo | Luogo      | Data      | Rank. Mond. |
| -------- | ----- | ---------- | --------- | ----------- |
| 2021/22  | 8"16  | Columbia   | 18-2-2022 | 83ª         |
| 2020/21  | 8"49  | Birmingham | 24-1-2021 | 292ª        |
| 2019/20  | 8"27  | Columbia   | 22-2-2020 | 139ª        |
| 2018/19  | 8"16  | Columbia   | 19-1-2019 | 58ª         |
| 2017/18  | 8"51  | Birmingham | 2-3-2018  | 376ª        |
| 2016/17  | 8"30  | Montréal   | 18-2-2017 | 148ª        |
| 2015/16  | 8"08  | Boston     | 26-2-2016 | 37ª         |
| 2013/14  | 8"23  | Blacksburg | 1-3-2014  | 81ª         |
| 2012/13  | 8"34  | Clemson    | 8-2-2013  | 130ª        |
| 2011/12  | 8"44  | Blacksburg | 25-2-2012 | 218ª        |

## Palmarès
| Anno | Manifestazione  | Sede           | Evento   | Risultato  | Prestazione | Note |
| ---- | --------------- | -------------- | -------- | ---------- | ----------- | ---- |
| 2016 | Giochi olimpici | Rio de Janeiro | 100 m hs | Batteria   | dq          |      |
| 2017 | Mondiali        | Londra         | 100 m hs | Batteria   | 13"63       |      |
| 2018 | Mondiali indoor | Birmingham     | 60 m hs  | Batteria   | 8"51        |      |
| 2018 | Campionati CAC  | Barranquilla   | 100 m hs | Batteria   | 13"75       |      |
| 2021 | Giochi olimpici | Tokyo          | 100 m hs | Semifinale | 13"09       |      |
| 2022 | Mondiali indoor | Belgrado       | 60 m hs  | Batteria   | 8"18        |      |
| 2022 | Mondiali        | Eugene         | 100 m hs | Batteria   | dq          |      |

## Campionati nazionali
2013
- Eliminata in batteria ai campionati statunitensi assoluti, 100 m hs - 13"41

2016
- In batteria fuori classifica ai campionati giamaicani assoluti, 100 m hs - 13"33

2017
- In batteria fuori classifica ai campionati giamaicani assoluti, 100 m hs - 13"07